# Dicenty Dezső
Dicenty Dezső (Szekszárd, 1879. október 16. – Balatonfüred, 1965. április 25.) szőlész, agrogeológus. 

## Életrajza
Tanulmányait Magyaróváron az akkori Magyaróvári Magyar Királyi Gazdasági Akadémián végezte, majd Budapesten a tudományegyetem bölcsészkarán folytatta. 1901–02-ben elvégezte a felsőbb szőlő-és borgazdasági tanfolyamot is. 1901-ben került a Földtani Intézetbe, majd 1905-től az Ampelológiai Intézet gyakornoka, 1920-tól igazgatója lett. 1942-ben mint kísérletügyi főigazgató vonult nyugállományba.

## Munkássága
Agrogeológiai kutatásai, a szőlőtermesztésben és a szőlőkultúra fejlesztésében végzett tevékenységei jelentősek. Előadásokat tartott itthon és külföldön egyaránt. Megalapította az első Magyar Állami Borkősavgyárat. Előkészítette az 1936. évi bortörvényt. 
Szakmai publikációit főleg az Ampelológiai Intézet Évkönyveiben tette közzé.

## Főbb munkája
- A magyar szőlőbirtok sorsa (Budapest, 1930).